# Blanquette de Limoux
Pour les articles homonymes, voir Blanquette.
La blanquette de Limoux est un vin effervescent, protégé par une AOC. Son terroir viticole se situe dans le département de l'Aude, dans la région de Limoux, à 25 kilomètres au sud de Carcassonne. Ce secteur produit aussi un autre vin effervescent, le crémant de Limoux et un vin tranquille, le limoux.

## Histoire

### Un vin connu depuis l'Antiquité
Tite-Live, historien, louait à l'époque de la Rome antique les vins blancs de Limoux qui n'étaient pas encore des vins effervescents ; en effet, depuis Tite-Live, les « vins de lumière » désignent les blancs tranquilles, fins et fruités.

### Naissance du vin mousseux de Limoux

Viticulture monastique

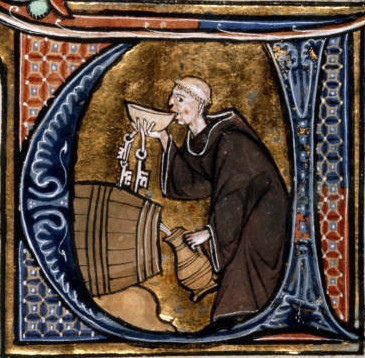
Moine goûtant son vin.

Dès cette époque, et tout au long du Moyen Âge, il est constaté en France notamment, que parfois certains vins devenaient spontanément effervescents. Ce phénomène aurait été remarqué à Limoux au XVIe siècle par les moines bénédictins de l'abbaye de Saint-Hilaire (Saint-Hilaire dans l'Aude) ce qui ferait de la blanquette de Limoux le plus vieux vin effervescent du monde.
La première mention de la « blanquette de Limoux » remonte cependant à 1496 : en 2019, le médiéviste Jean-Loup Abbé découvre un acte notarié dans un terrier du monastère dominicain de Prouille concernant la ville et le territoire de Limoux, acquis en 2017 par les archives départementales de l'Aude. Il y est fait mention de « unam vineam de blanqueta a Roquadegrada » (une vigne de blanquette à Roque de Grade). Cette mention de blanquette de Limoux précède celle de 1544 que l'on trouve dans un extrait des comptes du clavaire de Limoux, notant la livraison de « flasques » au sieur d'Arques, Jean de Joyeuse. Si cet extrait de comptes permet de savoir que ce vin blanc, probablement doux, est un cadeau de prestige, rien ne permet d'affirmer qu'il s'agit alors d'un vin effervescent. La maîtrise de l'effervescence n'intervient que beaucoup plus tard, avec les progrès de la fabrication du verre, à la fin du XVIIIe siècle.

### La blanquette de Limoux (AOC)
Du XVIIe siècle au milieu du XIXe siècle, la blanquette de Limoux jouit d'une grande réputation dans le pays. Dans les années 1850, elle figure sur les bonnes tables parisiennes où, consommée comme digestif, elle appartient à la catégorie des « vins de liqueurs ». Le troisième président des États-Unis, Thomas Jefferson, en était friand et passa commande de près de 600 bouteilles de blanquette de Limoux, entre 1819 et 1826.
L'appellation d'origine contrôlée (AOC) « blanquette de Limoux » est l'une des premières créées en France. L'aire de production est délimitée dès 1929, le décret du 18 février 1938 offre une appellation d'origine contrôlée à la blanquette de Limoux et à la blanquette méthode ancestrale.
Entre 1960 et 1985 sous l’égide de Jean Besset directeur – Pierre de Ginestous étant président du conseil d’administration — les ventes de Blanquette de Limoux sont passées de 350 000 à 6 500 000 de bouteilles par an, prenant ainsi et de très loin la première place des vins effervescents d’appellation d’origine protégée auprès des prestigieux champagnes.
Pendant cette période en effet, le duo et son équipe ont su créer et développer un créneau de vente pour ces vins haut de gamme, qui oscillait entre 2 et 3 millions de bouteilles, pour l’ensemble des différentes régions d’AOP de France. Depuis lors, ce marché a connu une avancée spectaculaire et constante qui approche maintenant 100 millions de bouteilles par an, consommées à travers le monde.
Cette progression spectaculaire des ventes de la Société coopérative des producteurs de blanquette de Limoux, qui a entre-temps  pris le nom d'Aimery pour sa marque générique et Sieur d’Arques pour sa cuvée de prestige, est due pour une large part à la mobilisation d’un grand nombre des 650 vignerons adhérents, que rassemblait alors la Coopérative. En effet, prenant sur leur temps en dehors des travaux de la vigne, ils et elles se sont lancé(e)s sur les routes à la rencontre directe de leurs consommateurs et clients.  Ils ont suscité et participé par centaines à des animations-ventes à travers la France, la Belgique, la Grande-Bretagne, apportant la connaissance de leur terroir, de leur manière d’être, de leur vin, leur authenticité, leur bonne humeur.
Elles et eux, ces paysans qui venaient du Sud, ont vendu leur accent rocailleux, leur histoire et leur terroir aux citadins, des magasins de Bruxelles jusqu’aux liquor stores de King’s Road, en même temps des ponts déjà bien avancés étaient jetés vers d’autres contrées du monde, régie des alcools du Québec, Japon, Australie, et les États-Unis - où sont désormais commercialisées, sous étiquette Saint-Hilaire, 600 000 bouteilles. 
La manne résultant de ce dynamisme et de ce souffle originaux, a largement profité à l’ensemble des huit différentes appellations d’origine contrôlée françaises, ainsi qu’aux maisons familiales de blanquette de Limoux, tant anciennes que nouvellement installées dans l’aire d’appellation, qui ont promptement réglé leur pas sur celui de la coopérative. 
Toutefois, pendant quelques années, Aimery fut la seule entreprise suffisamment organisée pour faire avancer de front la promotion et la mise en marché d’une part, le ré-encépagement (introduction du chardonnay et du chenin, cépages du crémant), la modernisation de la production, l’amélioration de la qualité, la mise en place d’une unité d'élaboration ultra-performante et moderne au service du développement de la blanquette et du crémant de Limoux.

## Étymologie
L'appellation blanquette vient de la coloration blanche que l'on remarque sous les feuilles de vigne dans le terroir du limouxin, à la fin de l'été et à l'automne. Plus exactement de la feuille du cépage mauzac qui avec le vent d'Autan, fait apparaître le dessous de la feuille qui devient blanc en cette saison des vendanges. Le mot provient directement de la langue occitane dans laquelle « blanqueta » veut dire « blanchette ». À l'automne on dit que « la vinha se fa blanqueta », ce qui se traduit par « la vigne se fait (devient) blanchette ». Un champ blanquettier désigne en français une parcelle de vigne ayant cet aspect blanchi d'où provient, à partir de l'occitan, le nom de la Blanquette de Limoux.

## Zone géographique
Elle se situe le long de la vallée de l'Aude, à l'extrémité occidentale de la région du Languedoc, entre les plateaux du Chalabrais et de Lacamp, aux pieds des Pyrénées, entre 200 et 450 m d'altitude sur quatre terroirs. Le vignoble, qui compte 7 800 hectares, couvre 41 communes. L'AOC Blanquette de Limoux concerne une superficie de 1 420 hectares et produit 40 000 hectolitres.

### Climat
Les quatre terroirs sont non hiérarchisés mais définis par leur rapport à leur climatologie :
- Terroir d'Autan: 150 à 200 mètres d'altitude, 570 mm de précipitations par an, situé entre deux massifs montagneux (les Corbières et le Chalabrais), le climat est chaud et sec, il est en deuxième position dans l'ordre des vendanges.
- Terroir Méditerranéen: 100 à 200 mètres d'altitude, à l'est de Limoux, 650 mm de précipitations par an, le climat est chaud et tempéré par des vents de la mer qui lui confère une hygrométrie ambiante, parfois élevée, favorisant une monté rapide des sucres, il est le premier terroir dans l'ordre des vendanges.
- Terroir Océanique : 200 à 300 mètres d'altitude, 780 mm de précipitations par an, à l'ouest de Limoux, proche de Toulouse, climat humide et tempéré ouvert aux flux d'ouest par des périodes chaudes, Maturité plus tardive que les terroirs d'Autan et Méditerranéen (2 semaines environ).
- Terroir Haute Vallée: 300 mètres d'altitude, 750 mm de précipitations par an, proche des Pyrénées en remontant l'Aude, humide et plus froid avec un printemps tardif et un automne frais.

### Communes de production
- Alet-les-Bains,
- Ajac,
- Antugnac,
- Bouriège,
- Campagne-sur-Aude,
- Cassaignes,
- Castelreng,
- Cépie,
- Conilhac-de-la-Montagne,
- Couiza,
- Cournanel,
- Coustaussa,
- La Digne-d'Amont,
- La Digne-d'Aval,
- Espéraza,
- Fa,
- Festes-et-Saint-André,
- Gaja-et-Villedieu,
- Gardie,
- Ladern-sur-Lauquet,
- La Serpent,
- Limoux,
- Loupia,
- Luc-sur-Aude,
- Magrie,
- Malras,
- Montazels,
- Pauligne,
- Peyrolles,
- Pieusse,
- Pomas,
- Roquetaillade,
- Rouffiac-d'Aude,
- Saint-Couat-du-Razès,
- Saint-Hilaire,
- Saint-Polycarpe,
- Serres,
- Tourreilles,
- Vendémies,
- Villar-Saint-Anselme,
- Villebazy,
- Villelongue-d'Aude.

### Vignoble et paysage
Afin de permettre aux promeneurs de savoir dans quel terroir ils se situent, le Syndicat du Cru a entrepris une étude « Vignoble Paysagers » qui permet depuis 2010 de matérialiser chaque zone par une couleur et un arbre dominant.
Les habitants s'engagent dès à présent à planter des rosiers de couleur :
- jaune dans le terroir d'Autan,
- rouge dans le terroir Méditerranéen,
- rose dans le terroir Océanique,
- orange dans le terroir Haute Vallée.

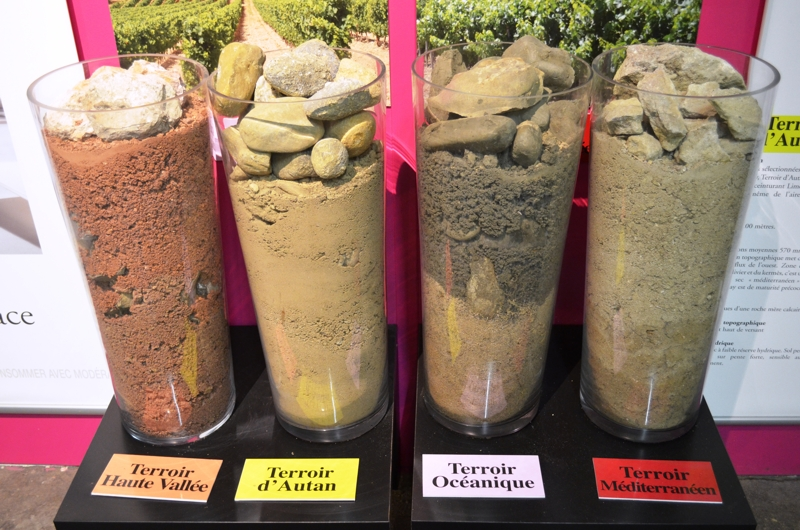
Terres de Limoux
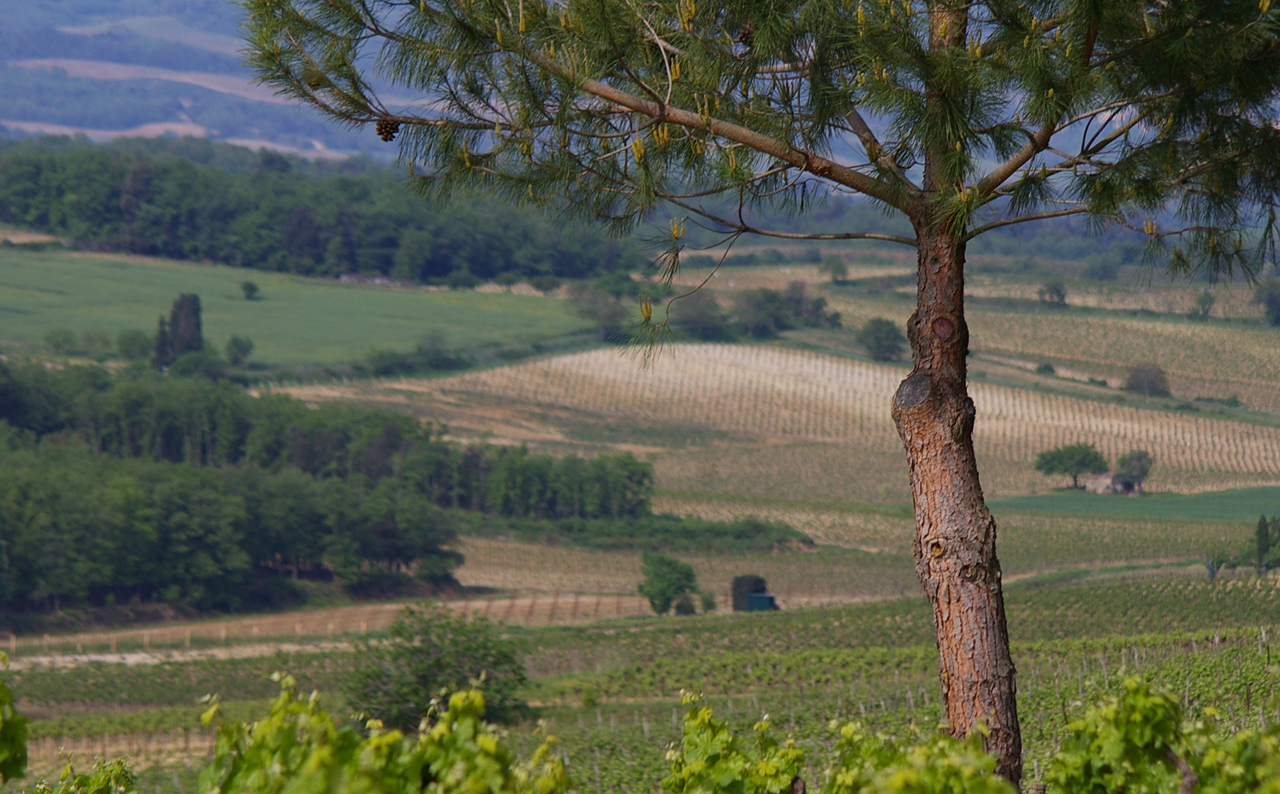
Paysage de vignes, à Limoux

### Encépagement
Pour la blanquette de Limoux méthode ancestrale, seul le Mauzac B est utilisé. Pour la blanquette brute, les trois cépages (chenin blanc, mauzac et chardonnay) sont utilisés avec 90 % de mauzac.

### Vinification

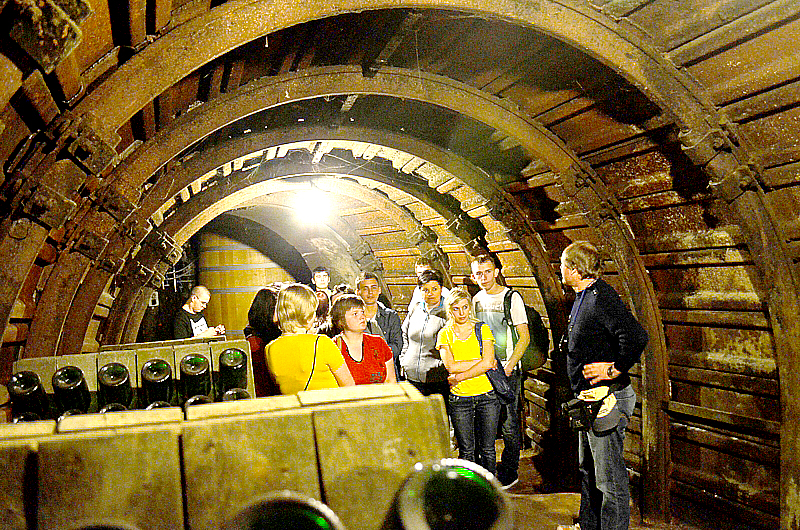
Salle de remuage de la blanquette de Limoux

#### La blanquette brute
Pour la blanquette brute, une première fermentation est effectuée séparément pour les différents cépages. On obtient alors des vins de base que l'on assemble. À cet assemblage on ajoute une liqueur de tirage pour provoquer une seconde fermentation qui se déroule en bouteille. C'est durant cette deuxième fermentation que le vin devient effervescent. Après 9 mois de repos, les bouteilles sont ouvertes pour éliminer le dépôt qui subsiste. On ajoute ensuite la liqueur d'expédition qui donne le caractère brut ou demi-sec. La bouteille est enfin bouchée d'un bouchon de liège définitif.

#### La blanquette méthode ancestrale
- Pour la blanquette méthode ancestrale, la fermentation est entièrement naturelle et la mise en bouteille se déroule à la veille de la Lune de mars. Le vin produit contient moins de 7° d'alcool.

### Vin et gastronomie
La blanquette se déguste rafraîchie à 6 - 7°. Son nez dégage des notes de fruits et de fleurs de printemps, mâtiné des arômes de pomme verte et de miel. Ce vin effervescent peut accompagner tout un repas, et en particulier les plats du terroir, dans sa version brut ainsi que les desserts (tartes aux pommes, gaufre, galette des rois...) dans sa version douce dite « méthode ancestrale ». La blanquette s'accorde parfaitement avec les desserts à base de pommes et poires et peut se marier avec des spécialités culinaires régionales comme la truffe ou le cassoulet.

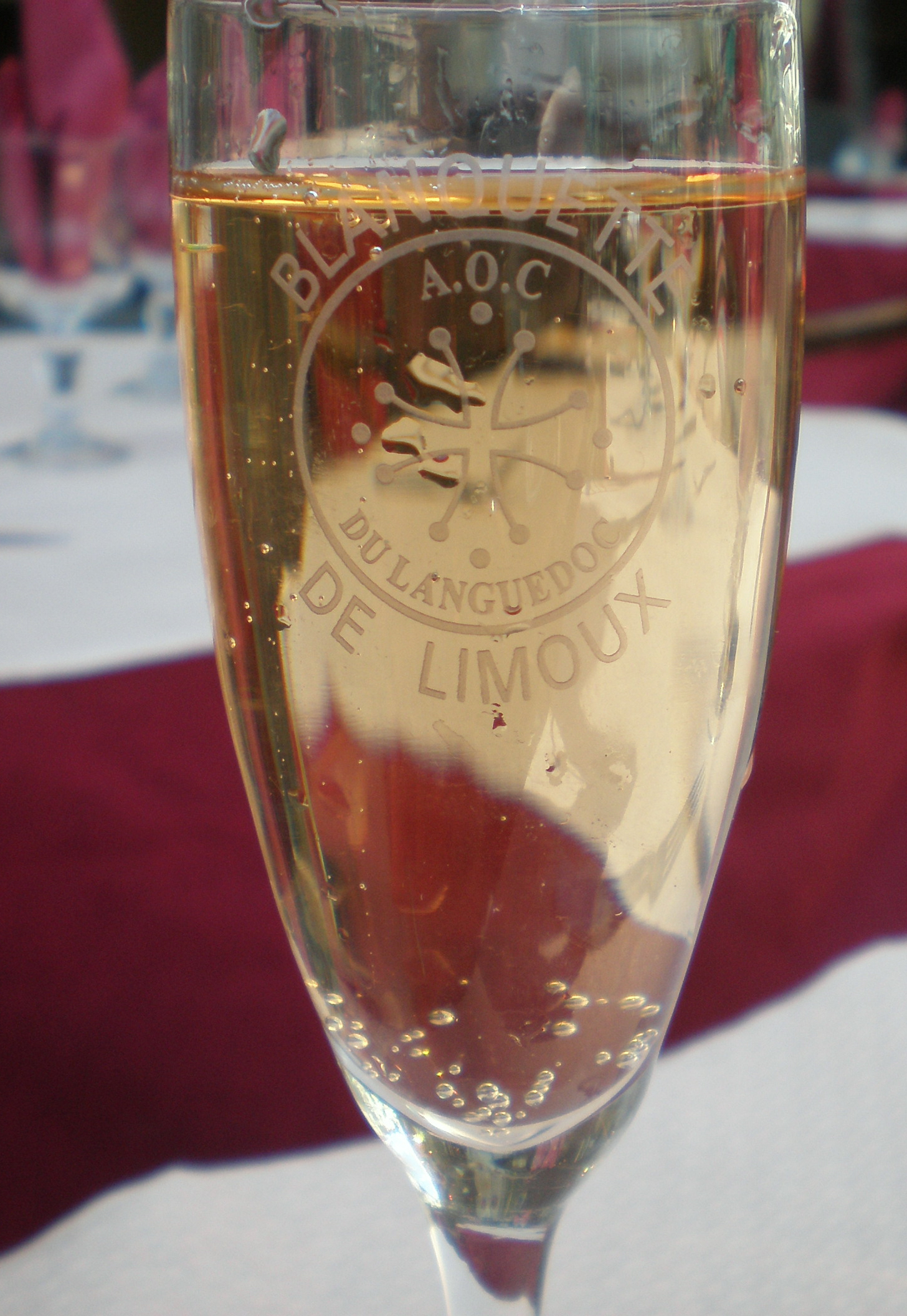
Verre de blanquette de Limoux.
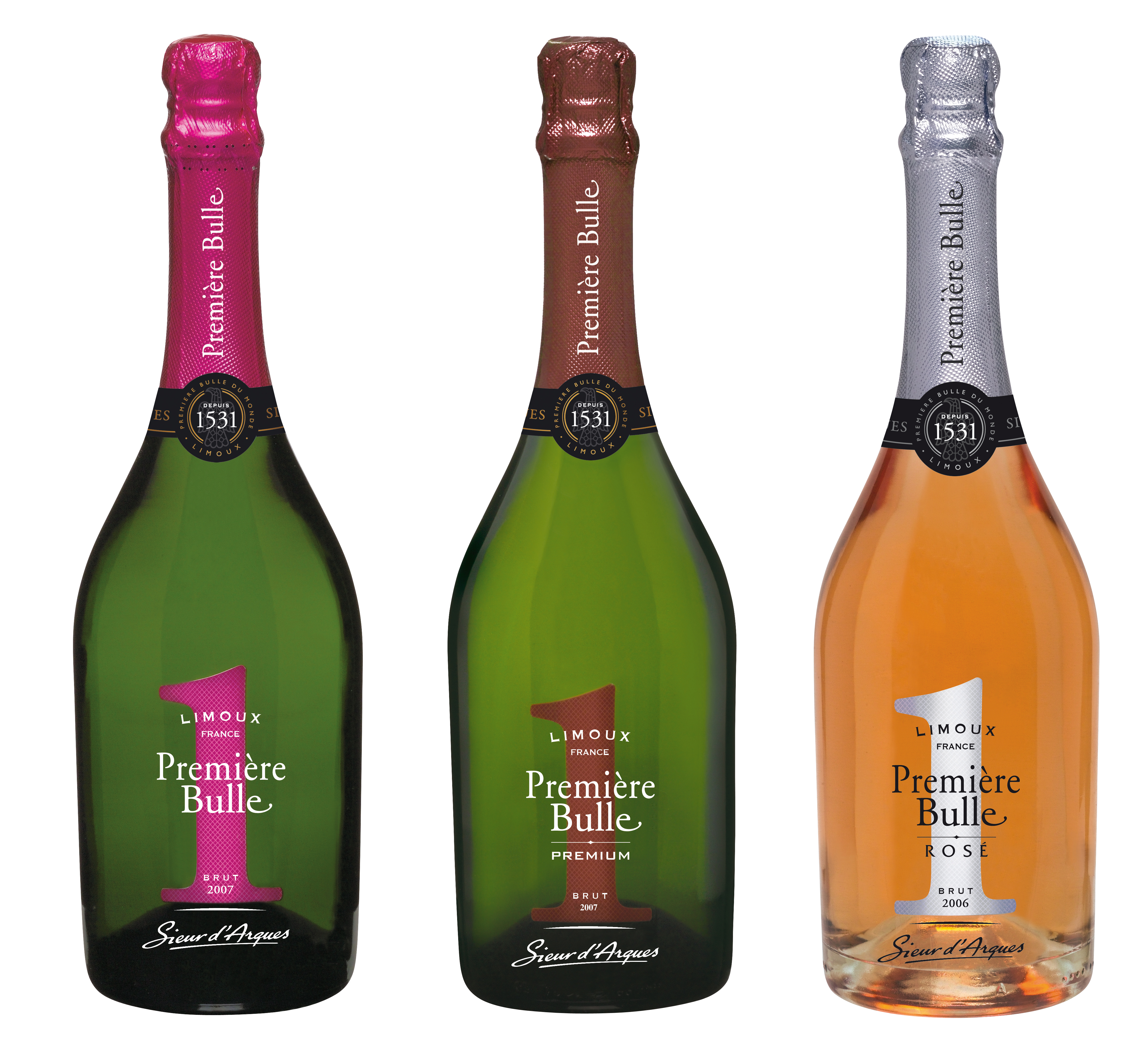
Gamme de blanquettes.
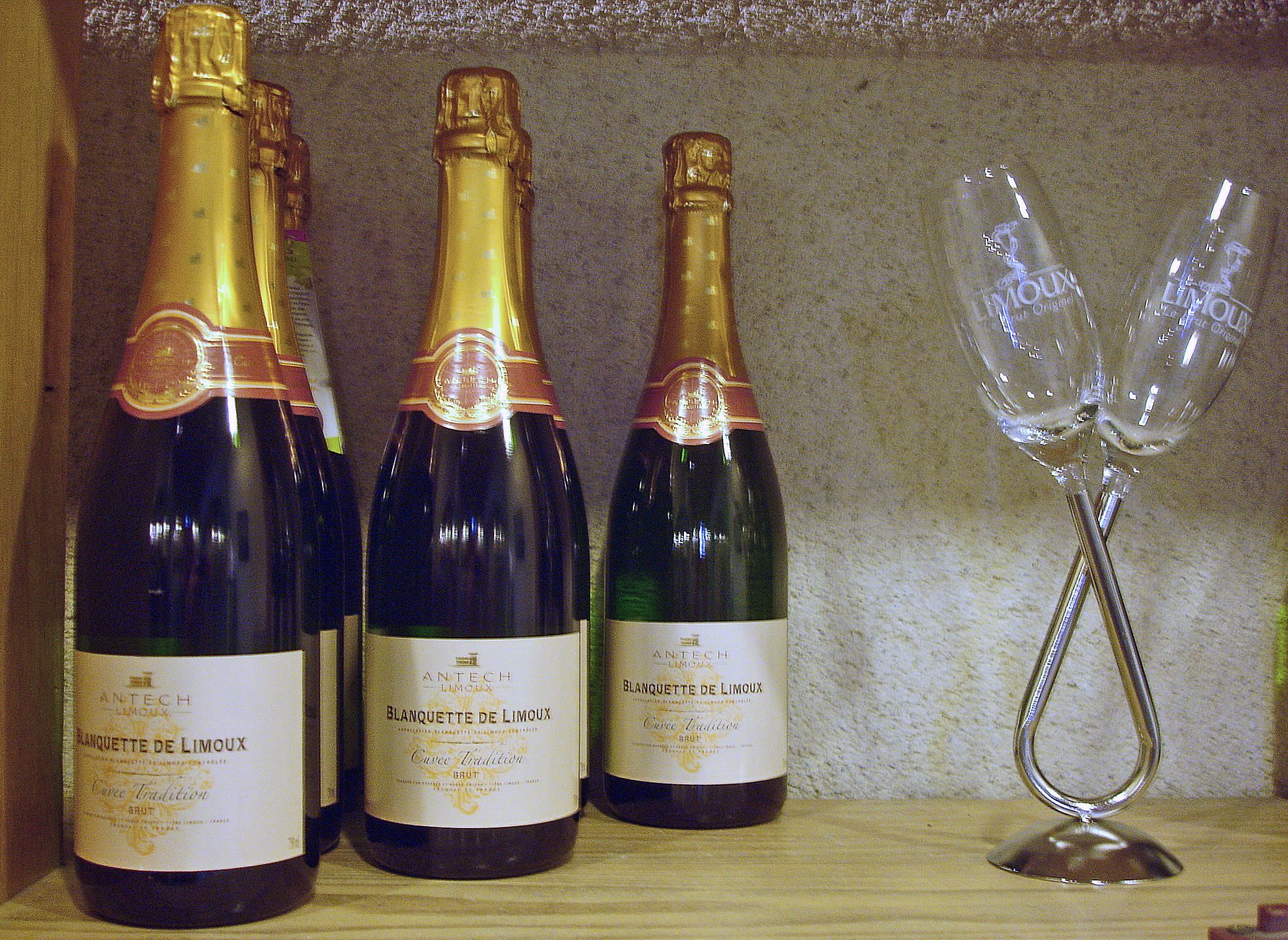
Bouteilles de blanquette de Limoux et verres de promotion.